# Ciuguev
Ciuguev, transliterat ca Ciuhuiiv din toponimul ucrainean Чугуїв, este un oraș din regiunea Harkov, Ucraina.

## Personalități născute aici
- Nikolai Leontevici Iunakov (1871 - 1931), general al Armatei Țariste.